# La Ségalassière
La Ségalassière (okzitanisch La Segalassièira) ist eine französische Gemeinde mit 123 Einwohnern (Stand 1. Januar 2022) im Département Cantal in der Region Auvergne-Rhône-Alpes (vor 2016 Auvergne). Sie gehört zum Arrondissement Aurillac und zum Kanton Saint-Paul-des-Landes. 

## Lage
La Ségalassière liegt etwa 18 Kilometer westsüdwestlich von Aurillac im Zentralmassiv, in der Naturlandschaft Châtaigneraie. Umgeben wird La Ségalassière von den Nachbargemeinden Le Rouget-Pers im Nordosten, Osten und Süden, Roumégoux im Südwesten sowie Glénat im Westen.

## Bevölkerungsentwicklung
| Jahr                       | 1962 | 1968 | 1975 | 1982 | 1990 | 1999 | 2006 | 2011 | 2019 |
| Einwohner                  | 142  | 144  | 122  | 105  | 78   | 98   | 113  | 123  | 132  |
| Quellen: Cassini und INSEE |      |      |      |      |      |      |      |      |      |

## Sehenswürdigkeiten

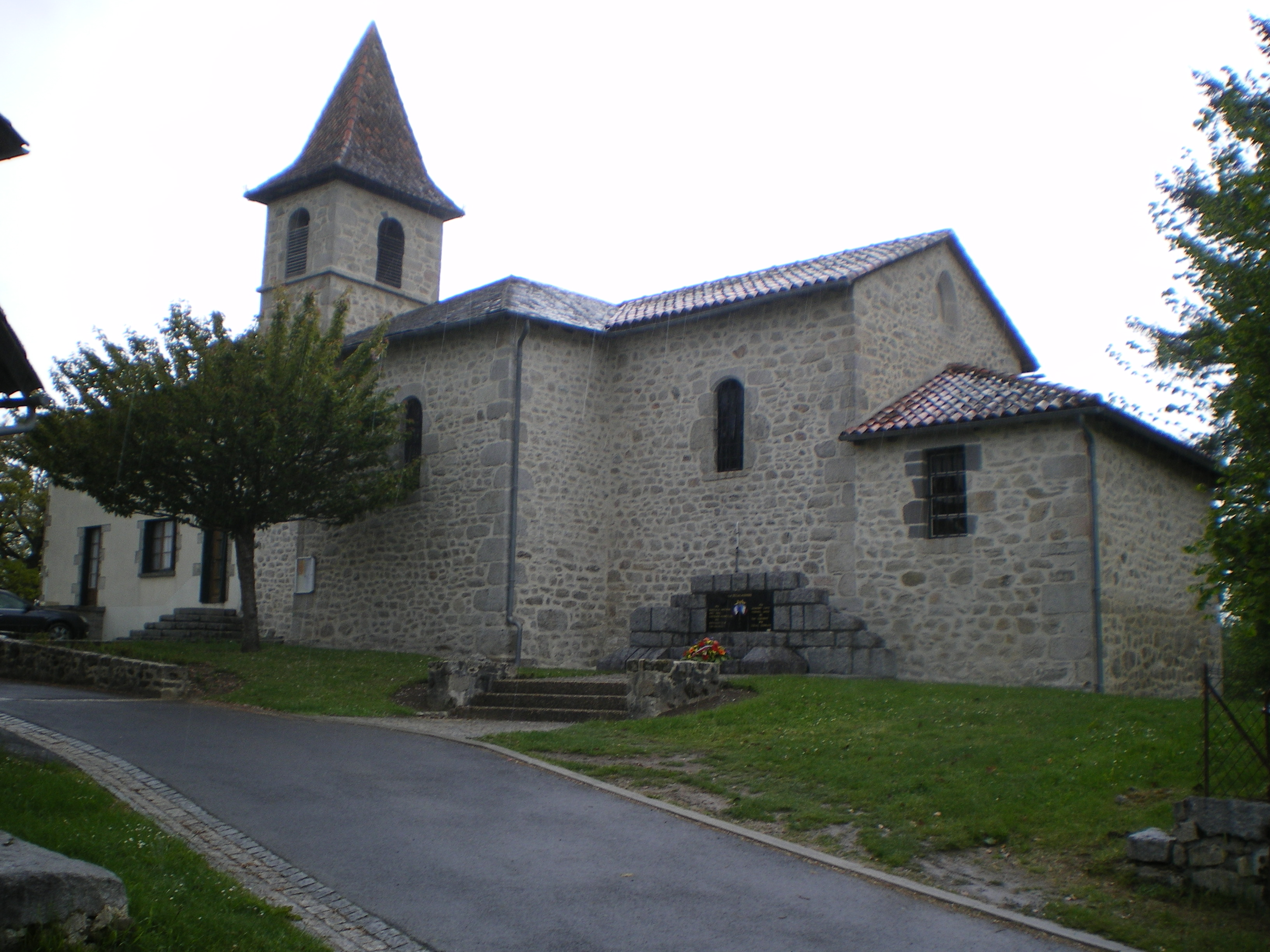
Kirche Notre-Dame-de-l’Assomption

- Kirche Notre-Dame-de-l’Assomption